# Dolmen Brownshill
Il dolmen Brownshill (Dolmain Chnoc an Bhrúnaigh in irlandese) è un dolmen, una tomba megalitica siatuata tre chilometri a est di Carlow, nella contea di Carlow, in Irlanda. 

## Nome
È conosciuto ufficialmente come Kernanstown cromlech, ma viene anche chiamato Browneshill Dolmen. Questo nome deriva dal luogo su cui sorge, una collina (in inglese hill) su cui insiste una tenuta di proprietà della famiglia Browne.

## Storia

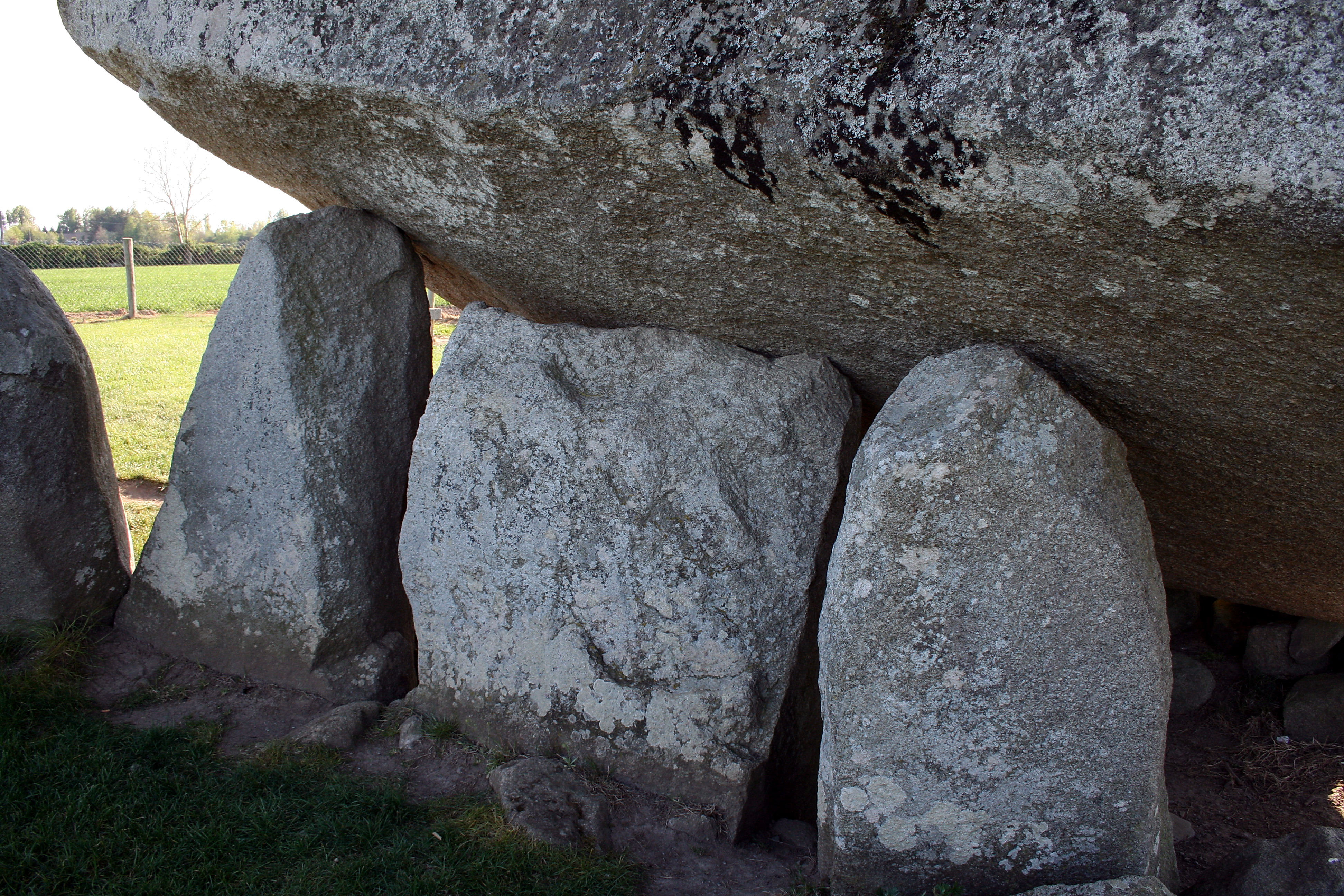
Lastra di accesso, affiancata da due ortostati litici che sorreggono la copertura.

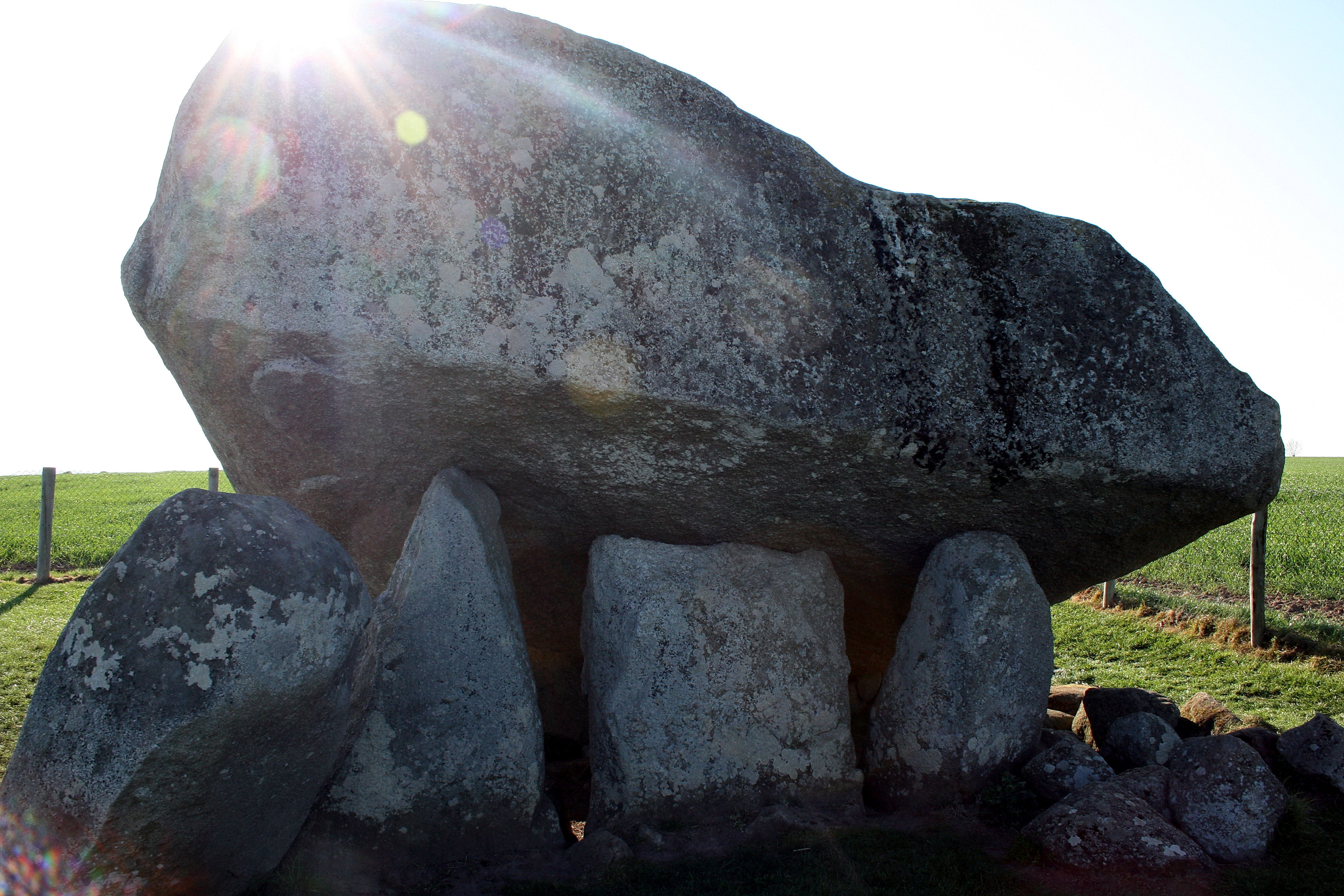
Il dolmen Brownshill

Fu costruito tra il 4 000 e il 3 000 a.C., da alcuni dei primi agricoltori che abitarono l'isola. È conosciuto anche come Brownshill Portal Tomb, perché l'ingresso della camera di sepoltura è affiancato da due grandi pietre in posizione verticale (ortostati) che sostengono il tetto granitico della struttura. Si suppone che la tomba fosse ricoperta da un tumulo di terra e che la porta di pietra ne bloccasse l'accesso. I due pilastri che fiancheggiano l'entrata e la pietra che forma il soffitto sono stati trovati in situ, mentre la lastra di accesso fu ritrovata a terra, lontano dal monumento. Non si hanno altre informazioni, in quanto il dolmen non è stato ancora oggetto di studi approfonditi. La lastra del soffitto, con un peso stimato di 100 tonnellate, è la più grande in Europa.